# Pont-et-Massène
Pont-et-Massène is een gemeente in het Franse departement Côte-d'Or (regio Bourgogne-Franche-Comté) en telt 173 inwoners (1999). De plaats maakt deel uit van het arrondissement Montbard.

## Geografie
De oppervlakte van Pont-et-Massène bedraagt 6,2 km², de bevolkingsdichtheid is 27,9 inwoners per km².
De onderstaande kaart toont de ligging van Pont-et-Massène met de belangrijkste infrastructuur en aangrenzende gemeenten.

## Demografie
Onderstaande figuur toont het verloop van het inwonertal (bron: INSEE-tellingen).